# Társadalomfilozófia
A társadalomfilozófia (szociálfilozófia) a társadalom és az állam felépítését, funkcióját, értelmét vizsgálja.

## Tartalma
A társadalomfilozófiának mint önálló filozófiai tudományágnak az angolszász nyelvterületen vannak hosszabb hagyományai, de ott többnyire „politikai filozófia” (political philosophy) néven művelik. A német nyelvű országokban a társadalomfilozófia kifejezés „inkább egy olyan zavaros cím szerepét tölti be, amely alá a gyakorlati filozófia szokásos szerkezetébe, az antropológiába, etikába, jog-, politikai- és történetfilozófiába nem foglalható elemeket sorolják.”>
A társadalomfilozófia tartalmához a társadalomtudósok a 21. század elején általában a következő tartalmakat sorolják:
- a filozófia gyakorlati résztudományainak átfogó kerete
- a leíró szociológia normatív kiegészítése
- politikafilozófia (az angolszász hagyomány szerint)
- a filozófiai elmélet és a társadalomtudományi gyakorlat dialektikus kapcsolata
- az egyén és a társadalom kapcsolatával és az ebből adódó problémákkal foglalkozó tudományág

## Témakörei
Az etika gyakran nagy szerepet játszik a társadalomfilozófia témáiban. A társadalmi etika önálló tudományággá alakult, amely rendszerszerűen foglalkozik a társadalom erkölcsi kérdéseivel.
A társadalomfilozófia olyan kérdések alapvető tisztázásával foglalkozik, mint:
- Mi a társadalom természete? (organizmus, folyamat ...)
- Mik a funkciói? (közjószág, szubszidiaritás ...)
- Kell az embereknek társadalmi szerződés?
- Miért van szükségük az embereknek másokra? (munka, együttműködés, kommunikáció ...)
- Hogyan szabályozható az emberek együttélése?

Bár ezekkel a kérdésekkel a legtöbb filozófia már Platón óta foglalkozik a maga módján, a társadalomfilozófia kifejezést csak a 19. századtól, a polgári forradalom megvalósulása és az alternatív állami koncepciók megjelenése után kezdték használni.
Néhány, néha gyakran egymásnak is ellentmondó társadalomfilozófiai álláspont:
- Thomas Hobbes álláspontja szerint az abszolutista állam szükséges ahhoz, hogy megakadályozzuk az állandó az emberek egymás elleni állandó harcát (Bellum omnium contra omnes).
- Max Stirner feltételezi, hogy az egyén teljesen független (szolipszizmus).
- Karl Marx az ember társadalmi meghatározottságát vallja (dialektikus materializmus), és a munkát tekinti minden társadalom alapjának.
- Amitai Etzioni és mások ötletei a kommunitarizmusról.
- Rudolf Steiner elképzelései a társadalmi organizmus háromosztatúságáról.
- Erich Fromm az egyén és a társadalom közötti kapcsolatokat vizsgálja a Birtrokolni vagy létezni és A szeretet művészete című műveiben.
- Jürgen Habermas kidolgozza a a kommunikatív cselekvés elméletét.
- Joseph Beuys megalkotta a „művészet kiterjesztett fogalmát” vagy a szociális szobrászatot, és a társadalomban való kreatív részvételre szólít fel.

A társadalomfilozófia sok átfedést tartalmaz többek között az antropológia, szociológia, politikatudomány, gazdaságfilozófia, politikafilozófia, jogfilozófia, államelmélet tudományágaival.

## Fordítás
- Ez a szócikk részben vagy egészben  a   Sozialphilosophie című német Wikipédia-szócikk ezen változatának fordításán alapul.  Az eredeti cikk szerkesztőit annak laptörténete sorolja fel. Ez a jelzés csupán a megfogalmazás eredetét és a szerzői jogokat jelzi, nem szolgál a cikkben szereplő információk forrásmegjelöléseként.